# Macizo de Larancagua
Macizo de Larancagua é um pico da Cordilheira dos Andes localizado na Bolívia.